# Purkersdorf
Purkersdorf – miasto w Austrii, w kraju związkowym Dolna Austria, w powiecie St. Pölten-Land, leży bezpośrednio na zachód od Wiednia, w Lesie Wiedeńskim. Według Austriackiego Urzędu Statystycznego liczyło 9 359 mieszkańców (1 stycznia 2014). Do 31 grudnia 2016 należało do powiatu Wien-Umgebung.

## Współpraca
Miejscowości partnerskie:
- Bad Säckingen, Niemcy
- Göstling an der Ybbs, Dolna Austria
- Sanary-sur-Mer, Francja